# ジェームズ・バッジ・デール
ジェームズ・バッジ・デール（James Badge Dale, 1978年5月1日 - ）は、アメリカ合衆国の俳優。身長178cm。

## 生い立ち
ニューヨークで生まれ、父は俳優・ダンサー・振付師のグローヴァー・デイル、母は女優のアニタ・モリスの間で一人っ子として育つ。
10歳の頃、1990年に映画『蝿の王』でデビュー。撮影のため、ジャマイカへ4ヶ月間滞在していたが、ヴァニティ・フェアのインタビューで「『蠅の王』は一生に一度の経験だったけど、ジャマイカからアメリカへ戻ったときにようやく仕事の自覚を持ったんだ。ビジネスだと。でも僕は10歳だった。仕事はしたくなかった。アイスリンクに行きたいし、ホッケーをしたい、友達と一緒に遊びたい。それが自分のしたいことだと。」と述べ、その後の11年間は演技から離れていた
。
また、 彼が15歳の頃、母親を癌で亡くしている。享年50であった。
のちにマンハッタンビル大学へ入学。当時からホッケーをこよなく愛しており、大学のチームでゴールテンダーとしてプレーしていた。このときに左股関節を負傷し、ホッケーを辞めている。その後大学は中退している。

## キャリア
2003年にはテレビドラマ『24 -TWENTY FOUR-』の第3シーズンで主人公ジャックの相棒のチェイス・エドモンズを演じた。他に、『LAW & ORDER:性犯罪特捜班』、『レスキュー・ミー NYの英雄たち』、『CSI:科学捜査班』などにゲスト出演した。2010年にはトム・ハンクスとスティーヴン・スピルバーグ製作総指揮の『ザ・パシフィック』でロバート・レッキーを演じた。さらに同年、AMCの『RUBICON 陰謀のクロスワード』で主人公のウィル・トラバースを演じた。
近年の映画では、2006年のアカデミー作品賞を受賞した『ディパーテッド』へ端役で出演したのち、ウォルト・ディズニー・ピクチャーズの『ローン・レンジャー』、ブラッド・ピット主演スリラーの『ワールド・ウォーZ』、2012年アメリカ在外公館襲撃事件がベースの『13時間 ベンガジの秘密の兵士』、ネットフリックス配信限定の『スペクトル』、『アイアンマン3』などの大作に出演・主演している。

## 私生活
犬を2匹飼っており、未婚である。
2015年のユタ州で行われたハーフマラソンに参加し、コロラド州のブリック・クレスト・マウンテン・マラソンを走った熱心なランナーとしても知られている
。

## フィルモグラフィ

### 映画
| 公開年 | 邦題 原題                                                             | 役名                     | 備考           |
| ------ | --------------------------------------------------------------------- | ------------------------ | -------------- |
| 1990   | 蝿の王 Lord of the Flies                                              | サイモン                 |                |
| 2003   | NOLA 〜ニューヨークの歌声〜 Nola                                      | ベン                     | 日本劇場未公開 |
| 2005   | The Naked Brothers Band                                               | 新郎                     | 日本劇場未公開 |
| 2006   | ディパーテッド The Departed                                           | バリガン                 |                |
| 2010   | 声をかくす人 The Conspirator                                          | ウィリアム・ハミルトン   |                |
| 2011   | SHAME -シェイム- Shame                                                | デヴィッド               |                |
| 2011   | THE GREY 凍える太陽 The Grey                                          | ルウェンデン             |                |
| 2012   | フライト Flight                                                       | 癌患者                   |                |
| 2013   | アイアンマン3 Iron Man 3                                              | エリック・サヴィン       |                |
| 2013   | ローン・レンジャー The Lone Ranger                                    | ダン・レイド             |                |
| 2013   | パークランド ケネディ暗殺、真実の4日間 Parkland                       | ロバート・オズワルド     |                |
| 2013   | ワールド・ウォーZ World War Z                                         | スピーク                 |                |
| 2014   | クレイジー・ドライブ Stretch                                          | ローラン                 | 日本劇場未公開 |
| 2014   | ミス・メドウズ 〜悪魔なのか? 天使なのか?〜 Miss Meadows               | マイク保安官             | 日本劇場未公開 |
| 2015   | ザ・ウォーク The Walk                                                 | ジャン＝ピエール         |                |
| 2016   | 13時間 ベンガジの秘密の兵士 13 Hours: The Secret Soldiers of Benghazi | タイロン・“ロン”・ウッズ | 日本劇場未公開 |
| 2016   | スペクトル Spectral                                                   | マーク・クライン博士     | Netflixで配信  |
| 2017   | オンリー・ザ・ブレイブ Only the Brave                                 | ジェシー・スティード     |                |
| 2018   | ヘヴィ・ドライヴ Little Woods                                         | イアン                   | 日本劇場未公開 |
| 2018   | デスマッチ 檻の中の拳闘 Donnybrook                                    | ウェーレン               |                |
| 2018   | スパロークリーク 野良犬たちの長い夜 The Standoff at Sparrow Creek     | ギャノン                 |                |
| 2018   | ホールド・ザ・ダーク そこにある闇 Hold the Dark                       | ドナルド・マリウム保安官 | Netflixで配信  |
| 2019   | ザ・キッチン The Kitchen                                              | ケヴィン・オキャロル     |                |
| 2020   | エンプティ・マン The Empty Man                                        | ジェームズ・ラソンブラ   |                |
| 2020   | セイフティ 最高の兄弟 Safety                                          | シモンズ                 |                |

### テレビ
| 放映年    | 邦題 原題                                                    | 役名                     | 備考                             |
| --------- | ------------------------------------------------------------ | ------------------------ | -------------------------------- |
| 2002      | LAW & ORDER:性犯罪特捜班 Law and Order: Special Victims Unit | ダニー・ジョーダン       | シーズン3 第22話「母親の資格」   |
| 2003      | Hack                                                         | ビリー                   | シーズン1 第17話「Third Strike」 |
| 2003-2004 | 24 -TWENTY FOUR- 24                                          | チェイス・エドモンズ     | シーズン3 計24話出演             |
| 2004      | レスキュー・ミー NYの英雄たち Rescue Me                      | ティモ                   | 計3話出演                        |
| 2005      | CSI:科学捜査班 CSI: Crime Scene Investigation                | アダム・トレント         | シーズン5 第21話「禁断の味」     |
| 2005      | CSI:マイアミ CSI: Miami                                      | ヘンリー・ダリウス       | シーズン4 第7話「NYからの使者」  |
| 2005      | CSI:ニューヨーク CSI: NY                                     | ヘンリー・ダリウス       | シーズン2 第7話「再びの地、NY」  |
| 2007      | The Black Donnellys                                          | サムソン                 | 計6話出演                        |
| 2007      | Fort Pit                                                     | ボビー・ボネリ           | テレビ映画                       |
| 2010      | ザ・パシフィック The Pacific                                 | ロバート・レッキー       | 計10話出演                       |
| 2010      | RUBICON 陰謀のクロスワード Rubicon                           | ウィル・トラバース       | 計13出演                         |
| 2020-     | ハイタウン Hightown                                          | Det. Ray Abruzzo         | メインキャスト                   |
| 2022      | 1923                                                         | ジョン・ダットン・シニア | ゲスト                           |